# Betarsjön
Betarsjön är en v-formad sjö i Sollefteå kommun i Ångermanland som ingår i Ångermanälvens huvudavrinningsområde. Sjön är 43,2 meter djup, har en yta på 34,1 kvadratkilometer och befinner sig 196 meter över havet. Sjön avvattnas av vattendraget Röån. Vid provfiske har bland annat abborre, gers, gädda och lake fångats i sjön.
Sjöns mest betydande tillflöden är Ruskån och Rinnån vilka kan erbjuda stora fiskemöjligheter och naturupplevelser. Genom Röån avrinner sjön till Ångermanälven. Junsele ligger söder om Betarsjön. Junselevallen ligger vid sjöns nordvästra strand och vid dess nordöstra ände ligger Ruske som numera är avfolkad. Betarsjön har en stor ö, Ramsön, samt några mindre holmar, bl.a. Killingholmen och Hermanholmen. De mest besökta badplatserna är Hållstaudden och Magnusudden. Den sistnämnda är dock mer svårtillgänglig.
I Juvika ligger Galaxen, ett slags konferenscenter m.m. Galaxen är en flotte med överbyggnad.
I folktron finnes kring och i Betarsjön diverse övernaturliga företeelser. Prästen "Spå-herr-Ola" kastades mot en bergvägg och lämnade där sin bild. Nyss nämnde förvandlade all lax i sjön till s.k. betarsjösill när bönderna inte lämnade lax i tionde, utan bara just denna sill. En från jättarna stulen brudkrona ligger på botten, och dessutom finns en jättebro som skulle byggas av jättarna i Vallen och Ruske, men de tröttnade på detta värv, så nu är jättebron ett grundare parti i Betarsjön.
I Betarsjön kan man fiska bland annat abborre, gädda, öring, harr, gullspångslax, lake och mört.

## Delavrinningsområde
Betarsjön ingår i delavrinningsområde (707094-154759) som SMHI kallar för Utloppet av Betarsjön. Medelhöjden är 237 meter över havet och ytan är 123,83 kvadratkilometer. Räknas de 44 avrinningsområdena uppströms in blir den ackumulerade arean 477,82 kvadratkilometer. Röån som avvattnar avrinningsområdet har biflödesordning 2, vilket innebär att vattnet flödar genom totalt 2 vattendrag innan det når havet efter 126 kilometer. Avrinningsområdet består mestadels av skog (58 procent). Avrinningsområdet har 34,58 kvadratkilometer vattenytor vilket ger det en sjöprocent på 27,9 procent. Bebyggelsen i området täcker en yta av 0,87 kvadratkilometer eller 1 procent av avrinningsområdet.

## Fisk
Vid provfiske har följande fisk fångats i sjön:
- Abborre
- Gärs
- Gädda
- Lake
- Löja
- Mört
- Nors
- Sik
- Siklöja